# Cases Salvany
Les Cases Salvany és una obra eclèctica de Sabadell (Vallès Occidental) protegida com a Bé Cultural d'Interès Local.

## Descripció
Conjunt d'habitatges situats al carrer Gràcia, concretament en el sector de la vila que correspon al segle xviii. Aquests edificis es componen de planta baixa i dos pisos. La decoració és austera, responent clarament a la tipologia arquitectònica utilitzada pels mestres d'obra. El conjunt ha sofert diverses reformes que venen donades per la ubicació de comerços a la totalitat de les plantes baixes, presentant un millor estat de conservació les plantes superiors.

## Història
El carrer de Gràcia és un dels més antics fora del nucli inicial emmurallat. Les Cases Salvany es van anomenar així perquè sembla que les terres on es van edificar pertanyien a un tal Salvany. La promotora dels edificis va ser Antònia Salvany, l'any 1866. En un primer moment, només el núm 1-3 tenia planta baixa i dos pisos, la resta d'edificis eren de planta baixa i pis. El fill de la promotora, Joan Margenat i Salvany, va demanar l'any següent permís per ampliar la construcció en alçada i tots els edificis del conjunt van passar a tenir planta baixa i dos pisos.